# جغرافيا دارجة
الجغرافيا الدارجة هي التعبير عن معاني الأماكن باللغة الدارجة بين الناس العاديين. ويحاول البحث التالي الذي قامت به هيئة المساحة البريطانية فهم الطريقة التي يتحدث بها الناس حول البيئة المكانية وطريقة وصفهم لكيفية وقوع الأشياء فيها. من المعروف أن الناس عادة ما يصفون الأماكن بأسماء المناطق وكذلك المعالم والشوارع والأماكن المفتوحة والمسطحات المائية والتضاريس والحقول والغابات والكثير من الخصائص الطوبولوجية الأخرى. وللإشارة إلى تلك الأشياء، عادة ما يستخدمون مصطلحات وصفية، وليس ضروريًا أن يستخدموا الأسماء الرسمية أو الحالية لهذه الخصائص، وغالبًا ما تكون هذه المفاهيم حول الأماكن بدون حدود واضحة أو صارمة؛ على سبيل المثال، أحيانًا ما يشير نفس الاسم إلى أكثر من سمة ويستخدم الناس في بعض الأوقات في منطقة ما أكثر من اسم لوصف نفس السمة. عندما يشير الناس إلى الأقاليم الجغرافية باللغة الدارجة لا يشيرون عادة للأقاليم بدقة؛ فالأقاليم يمكن أن تتضمن مناطق من دولة معينة مثل منطقة الغرب الأوسط الأمريكي ومنطقة وسط البلاد البريطانية وجبال الألب السويدية وجنوب شرق إنجلترا وجنوب كاليفورنيا. ومن الشائع استخدام وصف لمناطق من المدن مثل حي وسط البلد لمدينة ما أو الجانب الشرقي الأعلى لنيويورك، كما أن مناطق مثل سكواير مايل في لندن أو الحي اللاتيني في باريس يمكن النظر إليها باعتبارها أقاليم ليست دقيقة الوصف.

## الاستخدام
هناك حاجة متزايدة إلى تقديم هذا الوصف غير الدقيق للأقاليم الدارجة في حدود الموارد التي تستخدمها نظم المعلومات الجغرافية في عمليات البحث المحلية ورسم الخرائط على وجه الخصوص لأن المستخدمين غير المتخصصين لهذه النظم من المرجح أن يستخدموا الجغرافيا باللغة العامية. وتلعب أسماء الأماكن دورًا أساسيًا في صياغة الاستفسارات المتعلقة باسترجاع المعلومات الجغرافية. وتعد المعاجم الجغرافية المصدر الرئيسي للمعرفة؛ فمن خلالها يتم تحديد المعالم البارزة المرتبطة بأسماء الأماكن في الإجابة عن سؤال موجه إلى أحد نظم المعلومات الجغرافية. وغالبًا ما تكون هذه المعالم البارزة مجرد نقطة واحدة، لكن ربما تشكل كذلك المربع المحيط أو جزءًا من المنطقة. ويتم تجميع معظم المعاجم الجغرافية من محتوى الخرائط الطوبولوجية التي تنتجها هيئات الخرائط الوطنية، وبذلك فإنها تقدم رؤية «رسمية» أو إدارية للجغرافيا إلى حد ما. وتعد هذه مشكلة تواجه نظم المعلومات الجغرافية عند استخدام هذه المعاجم الجغرافية التقليدية لأن الناس غالبًا ما يستخدمون اللغة العامية لأسماء الأماكن غير المسجلة ومن هنا يحدث الإخفاق في الإجابة عن أي سؤال يتضمن هذا الاسم. وهذه مسألة خاصة بخدمات الطوارئ التي تستجيب للاتصالات الهاتفية؛ لذا فإن الكشف عن الأسماء الجديدة أو المختلفة للأماكن أصبح جانبًا بالغ الأهمية في صياغة المعجم الجغرافي وتجديده.
«الإقليم الدارج» هو منطقة مميزة حيث جماعة السكان يعتبرون أنفسهم مترابطين بمشاركتهم التاريخ والاهتمامات المشتركة والهوية الواحدة. وتعد هذه الأقاليم بمثابة «ابتكارات فكرية» وتمثل اختصارًا لتعريف الأشياء والأشخاص والأماكن. وتعكس الأقاليم الدارجة «الإحساس بالمكان»، لكنها نادرًا ما تتوافق مع الحدود القضائية المعمول بها.
ومن أمثلة الأقاليم الدارجة سيوكسلاند في ولاية أيوا ومينيسوتا ونبراسكا وجنوب داكوتا وتيكسوما في أوكلاهوما وتكساس وهامبتون رودز (أو تيدواتر) في ولاية فرجينيا.

## البحوث
تمثل شبكة الويب العالمية مصدرًا أساسيًا للمعلومات الجغرافية التي قدمها غير المتخصصين. وفي هذا الصدد، ترعى هيئة المساحة البريطانية بحثًا في جامعتي كارديف وشيفلد. يهدف هذا البحث إلى دراسة استخدام الجغرافيا الدارجة لمعرفة كيف يمكن استخدام المعلومات التي يتم استخراجها من الويب لإنشاء حدود مكانية للإقليم غير المحدد بدقة.
وللعلم، فإن التكنولوجيا المستخدمة حاليًا للوصول إلى البيانات الجغرافية غير مناسبة تمامًا للموارد غير المنظمة والمعتمدة إلى حد كبير على النص على الويب. ويمكن تصنيف المعلومات المكانية على الويب بطريقة جغرافية وفق المحتوى النصي، لكن هناك مشكلة كبيرة تواجه مطوري نظم المعلومات الجغرافية الراغبين في استخدام هذا المورد وهي الطبيعة الغامضة وغير الدقيقة لأسماء الأماكن التي تستخدم عادة في الوثائق على شبكة الإنترنت.
سعيًا وراء ترسيم الأقاليم الدارجة، يستخدم الباحثون عبارات بارزة للحصول على الأنماط اللغوية العادية التي تحدد العلاقات بين المواقع الجغرافية. على سبيل المثال، العبارة البارزة “س توجد في ص يمكن أن تكون تقع برمنجهام في *"  أو "* تقع في برمنجهام". بعد ذلك، يتم إرسال العبارة البارزة الكاملة إلى محرك البحث، ولكل عملية بحث يتم استرداد 100 نتيجة، ثم تحذف النتائج المكررة استنادا إلى URL والنص المقتطف وتستخدم نتيجة البحث في إيجاد المناطق المرشح وجودها في الإقليم،
ويتم استخلاص المراجع الجغرافية من هذه النتائج ثم يتم تعيين إحداثيات المكان. وبعد ذلك يستخدم المربع المحيط للعثور على
إحداثيات المناطق والنقاط الأخرى التي من الواضح أنها تقع خارج المنطقة المرشحة، لذلك من الممكن حساب الحدود لإقليم غير محدد بدقة باستخدام النقاط بالداخل والخارج.

### أداة المشاركة العامة
أطلقت جامعة كارديف استبيانًا على الويب جنبا إلى جنب مع أدوات رسم الخرائط لمعرفة تصور الناس للجغرافيا الدارجة في بريطانيا العظمى.

## وصلات خارجية
- HTML version of powerpoint presentation explaining vernacular geography